# Holographis parayana
Holographis parayana är en akantusväxtart som beskrevs av Faustino Miranda. Holographis parayana ingår i släktet Holographis och familjen akantusväxter. Inga underarter finns listade i Catalogue of Life.